# Galegeae
Galegeae je tribus (seskupení rodů) podčeledi Faboideae čeledi bobovité vyšších dvouděložných rostlin. Zahrnuje 24 rodů a asi 3000 druhů, z nichž převážná většina náleží do rodu kozinec. Zástupci tribu jsou byliny nebo keře se zpeřenými listy a motýlovitými květy. V původní květeně ČR je tribus zastoupen rodem kozinec a vlnicí chlupatou. Mezi hospodářsky významnější zástupce náleží lékořice lysá a kozinec slizodárný. Některé další druhy mají využití v medicíně nebo se pěstují jako okrasné rostliny.

## Popis
Zástupci tribu Galegeae jsou byliny nebo keře se zpeřenými listy. Odění se skládá z jednoduchých chlupů nebo z chlupů ve tvaru T. Listy mohou být lichozpeřené nebo sudozpeřené, obvykle složené z mnoha párů střídavě nebo nepravidelně postavených lístků, výjimečně jen jednolisté nebo trojčetné. Palisty jsou volné nebo přirostlé k řapíku, palístky chybějí. Na rozdíl od většiny bobovitých chybí na bázi řapíku charakteristická ztlustlina zvaná pulvinus nebo je redukovaná. Květy jsou uspořádány v úžlabních hroznech, klasech nebo výjimečně jednotlivé. Kalich je trubkovitý až zvonkovitý. Pavéza je na bázi nehetnatá nebo k bázi se postupně zužující, křídla jsou ouškatá, člunek na vrcholu tupý až zašpičatělý. Tyčinky jsou ve většině případů dvoubratré. Semeník obsahuje několik až mnoho vajíček a nese tenkou čnělku zakončenou vrcholovou nebo postranní bliznou. Lusky jsou zploštělé, hranaté nebo nafouklé, pukavé nebo nepukavé. Semena jsou podlouhle ledvinovitá.

## Rozšíření
Tribus Galegeae zahrnuje asi 3000 druhů ve 24 rodech. Největším rodem tohoto tribu stejně jako celé čeledi bobovité je rod kozinec (Astragalus), který zahrnuje až 2500 druhů. Další rozsáhlejší rody jsou vlnice (Oxytropis, 300 až 400 druhů), Lessertia (50), Chesneya (30) a žanovec (Colutea, 28 druhů).
Většina zástupců tohoto tribu se vyskytuje v Evropě, Asii a Severní Americe, některé rody přesahují i do sušších nebo horských oblastí tropů či jižní polokoule, zejména do jižní Afriky, Austrálie, na Nový Zéland a do mírných oblastí Jižní Ameriky.
V České republice je tento tribus zastoupen 7 druhy rodu kozinec (Astragalus) a vlnicí chlupatou (Oxytropus pilosus). Jako zplanělé, zavlékané nebo zdomácnělé se zde dále vyskytují žanovec měchýřník (Colutea arborescens), jestřabina lékařská (Galega officinalis) a lékořice lysá (Glycyrrhiza glabra).
V květeně Evropy jsou zastoupeny mimo mnoha dalších druhů kozinců (celkem asi 140) a vlnic (asi 26 druhů) ještě 3 druhy žanovce, 5 druhů lékořice, jestřabina lékařská a výhradně středomořské druhy Biserrula pelecinus a Erophaca baetica.

## Zástupci
- jestřabina (Galega)
- kozinec (Astragalus)
- lékořice (Glycyrrhiza)
- nádhernice (Clianthus)
- svensona (Swainsona)
- vlnice (Oxytropis)
- žanovec (Colutea)

## Význam
Lékořice lysá je stará kulturní rostlina, používaná zejména v cukrářství. Jako léčivo se využívají různé druhy lékořice, jestřabiny a kozinců. Kozinec slizodárný (Astragalus gummifer) a některé další druhy jsou zdrojem tragantu. V teplejších zemích se jako okrasná rostlina pěstuje nádhernice (Clianthus) a svensona (Swainsona).
Žanovec měchýřník je v České republice pěstován jako okrasný keř.

## Přehled rodů
Astragalus, Barnebyella, Biserrula, Carmichaelia, Chesneya, Clianthus, Colutea, Eremosparton, Erophaca, Galega, Glycyrrhiza, Gueldenstaedtia, Lessertia, Montigena, Ophiocarpus, Oreophysa, Oxytropis, Smirnowia, Sphaerophysa, Spongiocarpella, Streblorrhiza, Sutherlandia, Swainsona, Tibetia